# Voor de verpleging
Voor de verpleging is een artistiek kunstwerk in Amsterdam Oud-West.

Het is een eerbetoon uit 1992 van kunstenaar Liesbeth Pallesen (1955) aan verpleegkundigen Anna Reynvaan en Jeltje de Bosch Kemper. Zij hielden op 4 en 5 oktober 1892 twee samenkomsten in het kader van "Congres voor Ziekenverpleging" in vrijgehouden zalen binnen het Wilhelmina Gasthuis. Motto: 
Bij de beschaafde vrouw de lust om zich aan het edele werk der ziekenverpleging te wijden meer en meer op te wekken.
 Uit deze congressen zou een jaar later de "Nederlandsche Bond voor Ziekenverpleging" ontspruiten, die echter te weinig voor de verpleegkundigen deed en in 1900 al werd opgevolgd door "Nosokómos", de voorloper van "Verpleegkundigen en Verzorgenden in Opstand" (VVIO, 1988-1989), "Nederlandse Maatschappij voor Verpleegkunde" (NVM, 1989-1991) en uiteindelijk NU'91.
Het beeld bestaat uit twee objecten uit brons. Het ene object is een lantarenpaal annex leeslamp; het ander een lessenaar. Op die lessenaar ligt een boek met opengeslagen bladzijden, waarop twee portretten van de verpleegkundigen te zien is en de tekst
Samenkomst van belangstellenden in de ziekenverpleging, 4 en 5 oktober 1892.
Beide objecten zijn versierd door beeltenissen uit de verpleegkunde, zoals een injectienaald. Ook een verwijzing naar een van de voorlopers van het Wilhelmina Gasthuis ontbreekt niet; een portret van een dokter (snaveldokter of pestmeester) uit het Pesthuys, dat daar eerder stond. Ook Aletta Jacobs wordt genoemd.
Het ensemble staat op het Jeltje de Bosch Kemperpad, aangelegd op de voormalige terreinen van het Wilhelmina Gasthuis.

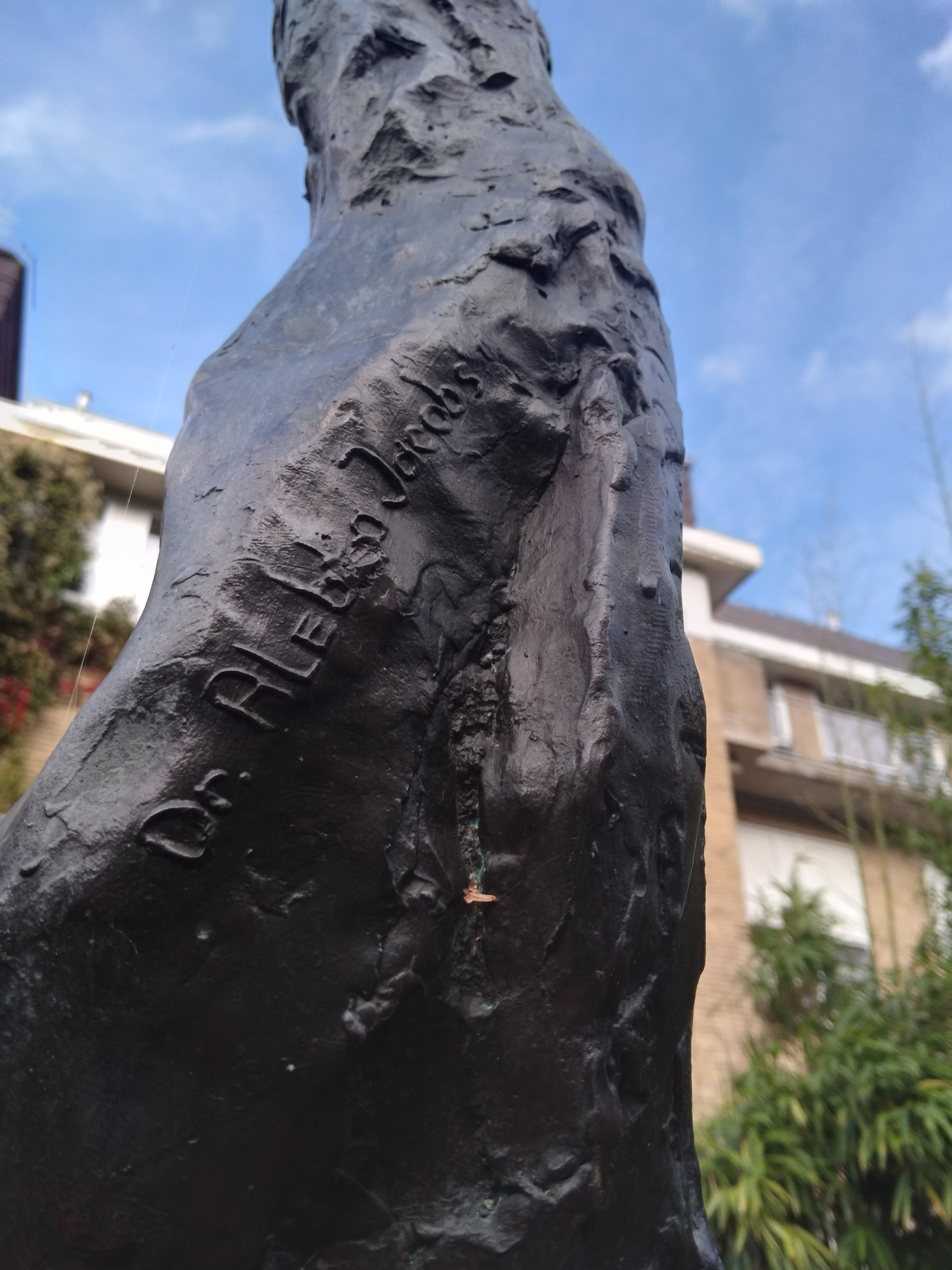
Aletta Jacobs (september 2021)